# Ото II фон Фалкенщайн
Ото II фон Фалкенщайн (на немски: Otto II von Valkenstein; * ок. 1214; † 1236/1239/1240) е граф и господар на замък Фалкенщайн в Харц.

## Произход
Той е син на граф Буркард IV фон Фалкенщайн (* ок. 1193; † 1215) и съпругата му Кунигунда фон Райхенбах-Цигенхайн (* ок. 1180; † сл. 1207), дъщеря на граф Гозмар IV фон Райхенбах-Цигенхайн, домфогт на Фулда (* ок. 1138; † сл. 1193), или на граф Бопо II фон Холенден, Райхенбах и Цигенхайн (* пр. 1162/пр. 1141; † сл. 1170/сл. 1193). Внук е на граф Ото I фон Фалкенщайн (* ок. 1171; † 1208). Брат е на Хойер († 1250/1251), Фридрих I († сл. 1238) и на Мехтилд († сл. 1261).

## Фамилия
Ото II фон Фалкенщайн се жени за Хелен (Хелмбург) фон Бланкенбург (* ок. 1220; † 1257), внучка на граф Зигфрид фон Бланкенбург, дъщеря на граф Зигфрид II фон Бланкенбург-Регенщайн († 1245) и Матилда фон Ампфурт († сл. 1225). Те имат двама сина:
- Ото III граф фон Фалкенщайн († 1253)
- Фридрих II фон Фалкенщайн (* пр. 1240; † сл. 1277), граф и господар на Фалкенщайн, женен за Клемента фон Хесен (* ок. 1212; † сл. 1270),